# SN 2002hm
SN 2002hm – supernowa typu II odkryta 5 listopada 2002 roku w galaktyce NGC 4016. W momencie odkrycia miała maksymalną jasność 16,90m.